# Exposição Universal de 1913
A Exposição Universal de 1913 (Exposition universelle et internationale) foi uma feira mundial realizada em Gante, na Bélgica, de 6 de abril a 31 de outubro de 1913.

## Fatos
Vários edifícios foram construídos para a ocasião como a Estação Férrea Gent-Sint-Pieters e situava-se ao lado oposto de um hotel novo, o Flandria Palace. O Citadelpark, também foi redesenhado para a feira. Várias cidades belgas tiveram seus pavilhões e uma cidade artificial, chamada de "Oud Vlaenderen" (Velha Flanders) foi criada.
A estátus Os Quatro Filhos de Aymon foi construída e colocada à exposição próxima à entrada principal.
Várias residências na cidade foram reformadas, principalmente em Graslei. A Ponte de São Miguel foi construída a fim de facilitar a vida dos visitantes, o correio  e o  Korenmarkt (Mercado de Trigo) foram construídos e algumas figuras que estiveram na feira foram esculpidas como Florence Nightingale. A construção da feira deixou a cidade com um déficit enorme.
O primeiro serviço postal belga foi operado de 1 de maio a 25 de agosto por Henri Crombez durante a exposição.